# Houston Stewart Chamberlain

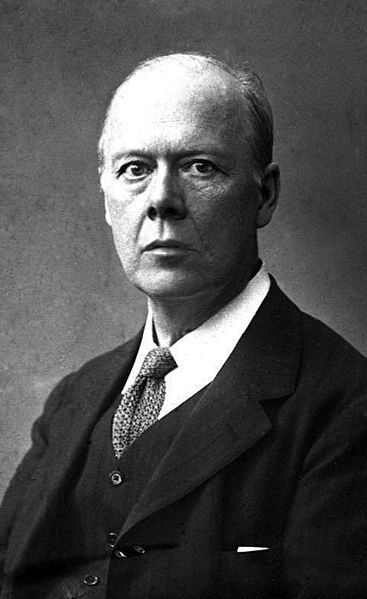
Houston Stewart Chamberlain

Houston Stewart Chamberlain (* 9. September 1855 in Portsmouth, England, Vereinigtes Königreich Großbritannien und Irland; † 9. Januar 1927 in Bayreuth, Bayern, Deutsches Reich) war ein englisch-deutscher Schriftsteller. Chamberlain, der in französischer und deutscher Sprache schrieb, war Verfasser zahlreicher populärwissenschaftlicher Werke, unter anderem zu Richard Wagner, Immanuel Kant und Johann Wolfgang von Goethe, mit pangermanischer und antisemitischer Einstellung. Sein bekanntestes Werk ist Die Grundlagen des neunzehnten Jahrhunderts (1899), das zu einem Standardwerk des rassistischen und ideologischen Antisemitismus in Deutschland avancierte.

## Kindheit und Jugend (1855–1878)
Houston Stewart Chamberlain wurde in Portsmouth im Stadtteil Southsea geboren und entstammte einer wohlhabenden Adelsfamilie. Chamberlains Mutter starb bald nach seiner Geburt. Chamberlain und sein Vater, Konteradmiral William Charles Chamberlain, blieben sich zeit ihres Lebens fremd, was vor allem daran lag, dass Chamberlain und seine Brüder die nächsten zehn Jahre in Versailles bei der Großmutter und einer Tante verbrachten und ihren Vater kaum zu Gesicht bekamen. Sein älterer Bruder Basil Hall Chamberlain war Japanologe und Professor an der Kaiserlichen Universität Tokio. Mit dem Politiker Neville Chamberlain ist er nicht näher verwandt.
1866 kehrte Chamberlain nach Großbritannien zurück, da es der Vater nicht gern sah, dass sich sein Sohn immer mehr von seinem Heimatland entfremdete und besser Französisch als Englisch zu sprechen begann. In der neuen Schule kam der scheue und sensible Junge nicht zurecht und war ständigen Anfeindungen seiner Mitschüler ausgesetzt. Dieses Gefühl des Fremdseins im eigenen Land, bereits in frühester Jugend entwickelt, begünstigte später seine Hinwendung zum Deutschtum. 1869 kehrte er aufgrund gesundheitlicher Probleme nach Frankreich zurück und verbrachte zusammen mit seiner Tante die nächsten neun Jahre auf Reisen durch Europa.
Den wohl wichtigsten Einfluss auf Chamberlains neu erwachte Liebe zum Deutschtum hatte der deutsche Theologiestudent und spätere Pastor der deutschen evangelischen Gemeinde in San Remo Otto Kuntze. Er half dem gesundheitlich angeschlagenen, aber sehr interessierten Knaben, seine Studien zu ordnen, und förderte sein Interesse an Shakespeare und den Naturstudien. Chamberlain selbst begann, angeregt durch Kuntzes Deutschunterricht, sich neben französischen Klassikern vermehrt mit deutscher Literatur zu beschäftigen. Goethe, Schiller und Kant zählten zu seinen Lieblingsautoren.
1873 musste Chamberlain auf Druck seines Vaters nach England zurückkehren, da sich dieser für seinen Sohn eine Karriere in der britischen Armee erhoffte. Da das englische Klima für Chamberlains Gesundheit abträglich war und dieser keinerlei Ambitionen für die Vorstellungen seines Vaters aufbrachte, durfte er nach Frankreich zurückgehen. Er wurde mit einer jährlichen Leibrente bedacht, die ihm ein relativ unabhängiges Leben außerhalb des Einflussbereiches seiner Familie ermöglichte. Während eines Aufenthaltes im schweizerischen Aarmühle, 1891 in Interlaken umbenannt, lernte er durch Leutnant Reinhold von Twardowski (1851–1933) den renommierten Juristen Oscar Borchardt (1845–1917) kennen. Chamberlain schreibt in seinen Lebenserinnerungen Lebenswege meines Denkens über Borchardt: „Es würde mir schwer fallen, wollte ich alle Keime zu zukünftiger Bildung aufzählen, die ich diesem Freunde verdanke.“ Dass Borchardt aus einer jüdischen Familie stammte, wird ihm wohl verborgen geblieben sein. Im Winter 1874 lernte Chamberlain in Cannes seine spätere erste Frau Anna Horst kennen. 1878, nach dem Tod seines Vaters, heirateten die beiden und reisten mehrere Monate lang durch Europa, bis sie sich 1879 in Genf niederließen und Chamberlain mit dem Studium der Naturwissenschaften an der Universität Genf begann.

## Studium und Aufenthalt in Dresden (1879–1888)

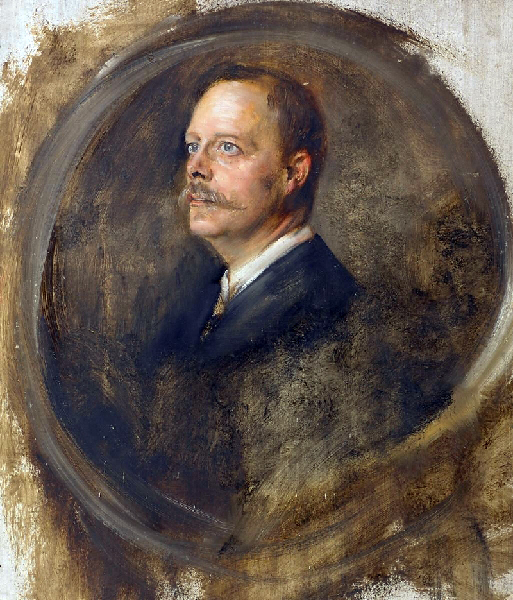
Franz von Lenbach: Porträt Houston Stewart Chamberlains, um 1902

Aufgrund seines Fleißes und seines Ehrgeizes absolvierte Chamberlain bereits 1881 das Baccalaureus-Examen und begann bald darauf mit seiner Doktorarbeit, die sich mit dem Wurzeldruck bei Pflanzen befasste. Unerwartete Probleme und zeitaufwendige Experimente verzögerten immer wieder die Fertigstellung. Ein schwerer Nervenzusammenbruch im Herbst 1884 war die Folge; sie führte zu einer jahrelangen Unterbrechung seiner naturwissenschaftlichen Forschungen.
Gesundheitlich angegriffen und durch verschiedene Börsengeschäfte auch finanziell in Schwierigkeiten, geriet Chamberlain nun wieder in die Abhängigkeit von seiner Familie. Erneut mit einer Leibrente ausgestattet, zog er mit seiner Frau nach Dresden. Einerseits war das Leben in Deutschland billiger als in der Schweiz, anderseits reizte die beiden das dortige kulturelle Angebot an Theater und Musik. Von seinen Ärzten überzeugt, dass eine akademische Karriere seiner angegriffenen Gesundheit noch weiter schaden würde, füllte Chamberlain seine im Übermaß vorhandene Freizeit nicht nur mit zahlreichen kulturellen Aktivitäten aus, sondern vertiefte sich außerdem in das Studium von Kant und Platon. Beide Autoren fanden in seinen späteren Werken eingehende Betrachtung.
Zudem engagierte er sich aktiv im lokalen Wagner-Club. Zunächst noch relativ unbekannt, publizierte Chamberlain 1888 seinen ersten deutschsprachigen Artikel, der die Aufmerksamkeit und das Interesse des so genannten inneren Wahnfried-Zirkels um Cosima Wagner erweckte. Mit ihr verband den introvertierten Chamberlain eine lebenslange Freundschaft, die in einem umfangreichen Briefwechsel dokumentiert ist.

## Wien (1888–1908)

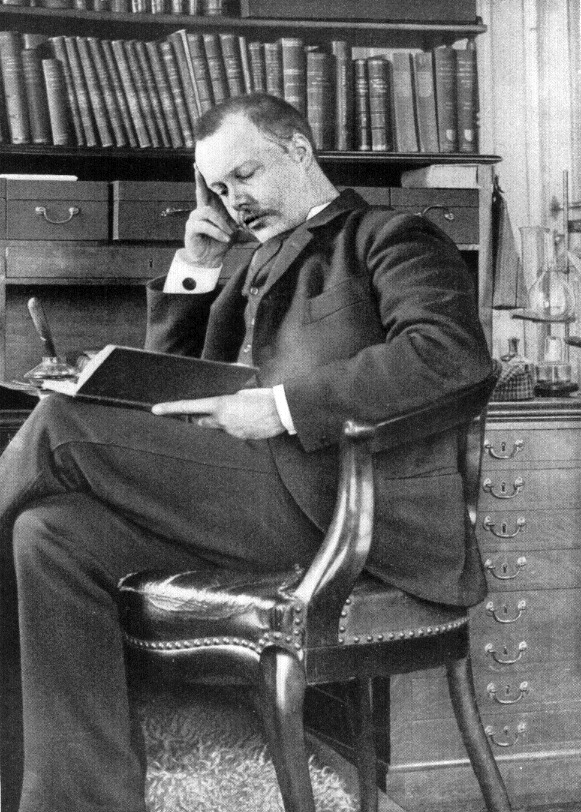
Houston Stewart Chamberlain 1895

Nachdem sich Chamberlain von seinem Nervenzusammenbruch erholt hatte, beschloss er, seine naturwissenschaftlichen Studien, die er in Genf im Rahmen seiner Doktorarbeit begonnen hatte, innerhalb eines Jahres zum Abschluss zu bringen. Als seine Arbeit 1897 unter dem Titel Recherches sur la sève ascendante veröffentlicht wurde, hatte Chamberlain kein Interesse mehr daran, sie der Universität Genf als Doktorarbeit vorzulegen. Ihm wurde auch ohne akademischen Titel Ruhm und Anerkennung zuteil, und der bekennende Dilettant konnte sich nun voll und ganz der Schriftstellerei widmen.
Auch in Wien war Chamberlain in ständigem Kontakt mit dem Wahnfried-Zirkel. Cosima Wagner empfahl ihm als Lektüre Arthur de Gobineaus Versuch über die Ungleichheit der Menschenrassen (Essai sur l'inégalité des races humaines, 1853–1855). Er verglich die Aussagen des Buches mit den alltäglich in Wien beobachteten Volkstumskonflikten (z. B. im Zusammenhang mit der Badenischen Sprachenverordnung), und bei ihm setzte sich zunehmend der Gedanke fest, die deutsche Kultur vor „fremden“ Einflüssen und den Folgen „rassischer Durchmischung“ schützen zu müssen. Die „Degeneriertheit“ Wiens, die er zu sehen glaubte, machte ihn umso empfänglicher für die vom Bayreuther Kreis um Cosima Wagner propagierte politische und religiöse „Erlösung“.
Wien war neben Bayreuth das zweite große Zentrum des Wagnerkultes. In diesen Umgebungen begann Chamberlain mit der Arbeit an seinem ersten größeren Werk, einer Biographie über den von ihm verehrten Richard Wagner (erschienen 1895), die jedoch den Schwerpunkt nicht auf biographische Daten legt, sondern die Beweggründe Wagners in den Bereichen der Politik, der Philosophie und der Musik wiederzugeben versucht.
Im Februar 1896 begann er die Arbeit für sein Hauptwerk, die Grundlagen des neunzehnten Jahrhunderts, und schloss das 1200-seitige Werk in nur 19 Monaten ab. Das Buch wurde zu einem großen Erfolg und löste nach dem Erscheinen zahlreiche Kontroversen aus:
„Die Konventikler und Pamphletisten des primitiven Antisemitismus erhielten eine unerwartete Bestätigung aus dem Bereich der hohen Bildung. Mit der Theorie des Sozialdarwinismus ließen sich Chamberlains Lehren leicht verbinden, das geschah alsbald in alldeutschen Kreisen, die ihn verehrten. Die ,Deutschen Christen’ beriefen sich später auf ihn, ebenso wie auf Paul de Lagarde, Julius Langbehn und Arthur Bonus, den Künder der germanischen Religion.“
Chamberlain schuf mit den Grundlagen des neunzehnten Jahrhunderts ein Standardwerk des theoretischen Rassenantisemitismus, das einen großen Einfluss auf die Vorstellungen Alfred Rosenbergs und später Adolf Hitlers hatte. In seinem Hauptwerk postulierte Chamberlain, dass die germanische Rasse, die er auch als „arisch“ bezeichnete, zur Führung der Welt bestimmt sei. Der Geschichtsphilosoph, wie er sich auch nannte, hegte keinen Zweifel, dass im deutschen Volk die germanischen Ursprünge lägen. Da er aber durchaus zugestehen musste, dass nicht alle Deutschen dem physischen Ideal der Arier entsprachen, berief er sich auf eine durch das Blut bestimmte, gemeinsame „Rassenseele“, die Ursprung der Ehrlichkeit, Treue und des Fleißes jedes Deutschen sei. Die Germanen, durch „Fleiß und Unternehmungsgeist“ gekennzeichnet, stehen nach Meinung Chamberlains an der Spitze der arischen Rasse und somit aller anderen Rassen. Zwar gesteht Chamberlain gewissen Juden „Adel im vollsten Sinne des Wortes“ zu. Gleichzeitig betonen die Grundlagen jedoch die Unfähigkeit der Juden bzw. Semiten zu staatlichem Aufbau und ihre Unterlegenheit gegenüber der arischen Rasse.
Aber nicht nur in antisemitischen und deutschnationalen Kreisen fand sich die Leserschaft der Grundlagen. Kaiser Wilhelm II. war ebenso angetan von Chamberlain wie D. H. Lawrence, Winston Churchill und Albert Schweitzer. Zum herausragenden Erfolg des Buches konstatiert Wanda Kampmann: „Man war am Ende des positivistischen Jahrhunderts der Detailforschung und ihrer widersprüchlichen Ergebnisse müde. (…) und dann war es wohl der Kulturenthusiasmus, die Verklärung von Kunst, Kultur und Religion als schöpferische Leistung des germanischen Geistes, die der Bildungschwärmerei einer breiten Leserschicht entgegenkam, ferner die Rassentheorie, die eine unsicher gewordene Generation in ihrem Selbstgefühl stärkte und nicht zuletzt die Überredungskraft, die von Simplifikation jederzeit ausgeht.“
Motiviert durch den großen Erfolg seiner Werke, verfasste Chamberlain neben zahlreichen Aufsätzen zu Richard Wagner und Bayreuth in den folgenden Jahren einige Bühnenstücke und zahlreiche Monographien, darunter eine Einführung in das Werk Immanuel Kants (1905).
In diesen schriftstellerisch sehr produktiven Jahren kam es auch in seinem Privatleben zu Veränderungen. Die Beziehung zu seiner Frau Anna war über die Jahre abgekühlt, und Chamberlain, der in Haus Wahnfried ein und aus ging, ehelichte 1908 nach einer schnellen, einvernehmlichen Scheidung Eva Freiin von Bülow, die Tochter von Richard und Cosima Wagner. Die 41-Jährige reichte ihm die Hand, nachdem er schon ihrer Halbschwester Blandine Freiin von Bülow 1896 Liebesbriefe geschrieben und sich auch von Wagners erster Tochter Isolde Freiin von Bülow einen Korb geholt hatte.

## Bayreuth (1909–1927)

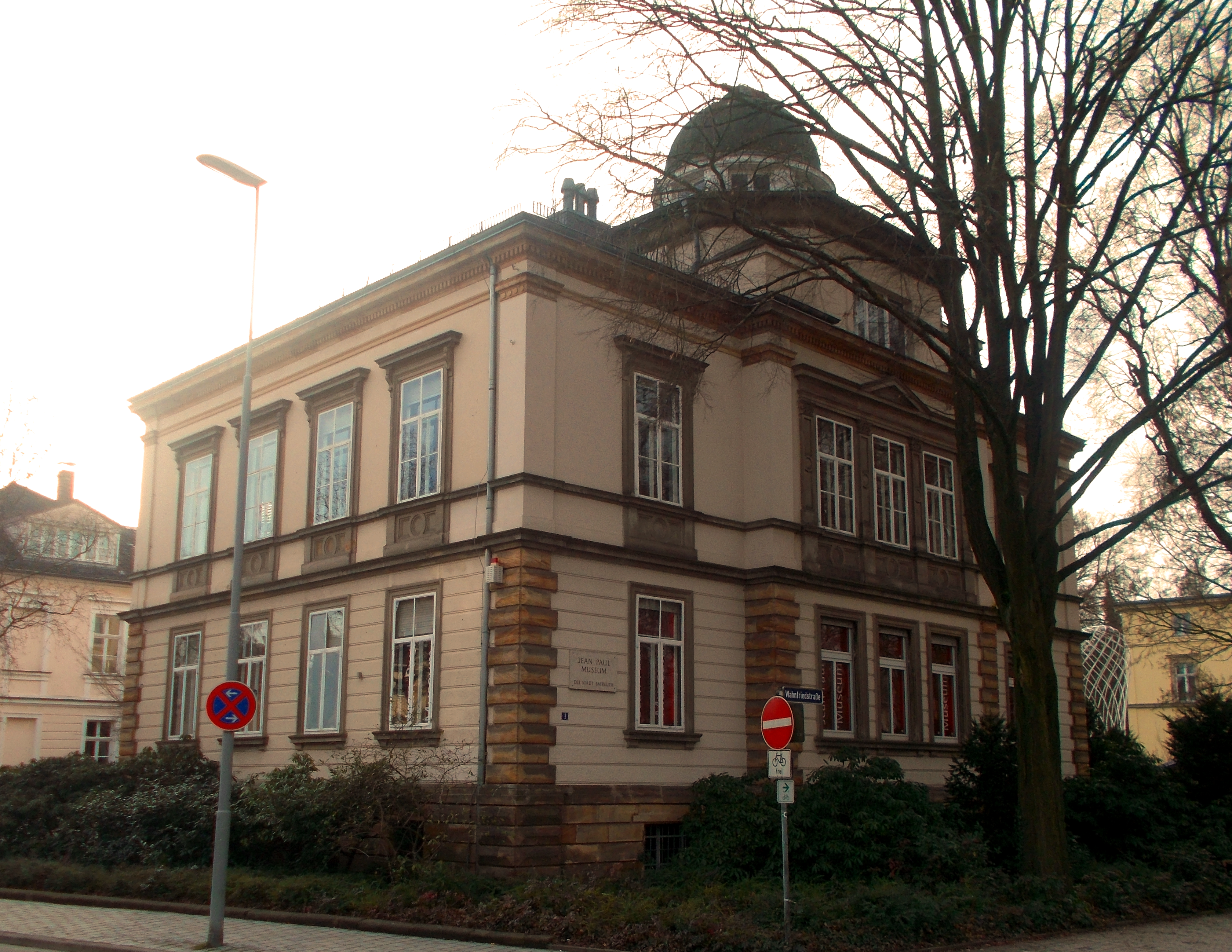
Haus von Houston Stewart Chamberlain in Bayreuth, Wahnfriedstraße 1
(jetzt Jean-Paul-Museum)

Die Jahre bis zum Ersten Weltkrieg verbrachte Chamberlain relativ ruhig in seinem Haus in Bayreuth. Die einzige Monographie aus diesen Jahren war eine Abhandlung über das Leben und die Werke Goethes (1912). Daneben verfasste er einige Aufsätze zu Kant, Goethe und Wagner und genoss ansonsten sein Leben als angesehener Autor. Doch die weltpolitische Lage, das Säbelrasseln zwischen seiner alten Heimat England und seinem gelobten Land Deutschland, führte bei Chamberlain zu einem Bewusstseinswandel. Die Folge war eine Flut an Aufsätzen und Publikationen, die sich mit den Kriegsursachen und -folgen beschäftigten. Im August 1916 wurde er deutscher Staatsbürger. Seine Parteinahme für das Deutsche Reich brachte ihm in der britischen Presse den Ruf eines Abtrünnigen ein, und er verspielte fast vollständig das Ansehen, das er sich im Ausland mit seinen Grundlagen erworben hatte. 1917 trat er in die Deutsche Vaterlandspartei ein.
Die Niederlage des Deutschen Reiches überraschte Chamberlain sehr. Er konnte nicht verstehen, dass das Land kapitulierte, obwohl deutsche Soldaten immer noch feindliches Territorium besetzt hielten. Analog zur damals sehr populären Dolchstoßlegende sah Chamberlain die Ursache für die Niederlage Deutschlands in einer konspirativen Verschwörung der Juden. Seine letzte größere Veröffentlichung zu Lebzeiten war eine autobiographische Zusammenstellung verschiedener Briefe und Texte, 1919 unter dem Titel Lebenswege meines Denkens veröffentlicht.
Im Jahr 1923 war Chamberlain pflegebedürftig. Bereits 1901 war eine degenerative Krankheit diagnostiziert worden, die sich während der Kriegsjahre mit zunehmenden Lähmungserscheinungen der Gliedmaßen, der Speiseröhre, der Atmung und des Verdauungsapparates bemerkbar gemacht hatte. Die genaue Krankheit, an der Chamberlain litt, ist nicht bekannt. Vermutet wurden sowohl Syphilis als auch Parkinson-Krankheit oder Amyotrophe Lateralsklerose. Konnte Chamberlain 1918 noch auf einen Stock gestützt kürzere Strecken selber gehen, war ihm dies Ende 1923 unmöglich geworden. Auch sprechen konnte er nicht mehr. Am 30. September 1923 empfing er Adolf Hitler, der in Bayreuth einen Deutschen Tag veranstaltet hatte. Laut Joachim C. Fest habe der nahezu gelähmte Greis Chamberlain seinen Gast nur noch mühsam wahrgenommen, aber dessen Energie und Zielbewusstsein gespürt. Für Udo Bermbach ist Chamberlains Krankheit eine zusätzliche Erklärung, dass sich Chamberlain „in allen wichtigen Einschätzungen Hitlers dramatisch irrte, dessen Fanatismus und Gewaltbereitschaft ebenso wenig sah wie dessen totalitäres Politikverständnis“. Sven Fritz sieht Chamberlain, der seine Tage mit Lektüre- und Textarbeit verbracht habe, dagegen zwar körperlich, aber nicht geistig eingeschränkt. Der fünfseitige Brief, den Chamberlain innerhalb weniger Tage an Hitler diktierte, zeige „einen geistig wachen und alles andere als vergreisten Chamberlain“:

„Sie sind ja gar nicht, wie Sie mir geschildert worden sind, ein Fanatiker, vielmehr möchte ich Sie als den unmittelbarsten Gegensatz eines Fanatikers bezeichnen. Der Fanatiker erhitzt die Köpfe, Sie erwärmen die Herzen. Der Fanatiker will überreden, Sie wollen überzeugen, nur überzeugen – und darum gelingt es Ihnen auch; ja, ich möchte Sie ebenfalls für das Gegenteil eines Politikers – dieses Wort im landläufigen Sinne aufgefaßt – erklären, denn die Achse aller Politik ist die Parteiangehörigkeit, während bei Ihnen alle Parteien verschwinden, aufgezehrt von der Glut der Vaterlandsliebe. […]

Sie haben Gewaltiges zu leisten vor sich, aber trotz Ihrer Willenskraft halte ich Sie nicht für einen Gewaltmenschen. Sie kennen Goethes Unterscheidung von Gewalt und Gewalt! Es gibt eine Gewalt, die aus Chaos stammt und zu Chaos hinführt, und es gibt eine Gewalt, deren Wesen es ist, Kosmos zu gestalten, und von dieser sagt er: ‚Sie bildet regelnd jegliche Gestalt – und selbst im Großen ist es nicht Gewalt‘. In solchem kosmosbildenden Sinne meine ich es, wenn ich Sie zu den aufbauenden, nicht zu den gewaltsamen Menschen gezählt wissen will. […]

Das Ideal der Politik wäre, keine zu haben. Aber diese Nicht-Politik müßte freimütig bekannt und mit Macht der Welt aufgedrungen werden. Nichts wird erreicht, solange das parlamentarische System herrscht; für dieses haben die Deutschen, weiß Gott, keinen Funken Talent! Sein Obwalten halte ich für das größte Unglück, es kann immer nur wieder und wieder in den Sumpf führen und alle Pläne für Gesundung und Hebung des Vaterlandes zu Fall bringen. […]

Mein Glauben an das Deutschtum hat nicht einen Augenblick gewankt, jedoch hatte mein Hoffen – ich gestehe es – eine tiefe Ebbe erreicht. Sie haben den Zustand meiner Seele mit einem Schlage umgewandelt. Daß Deutschland in der Stunde der Not sich einen Hitler gebiert, das bezeugt sein Lebendigsein; desgleichen die Wirkungen, die von ihm ausgehen; denn diese zwei Dinge – die Persönlichkeit und ihre Wirkung – gehören zusammen.“

Udo Bermbach argumentiert, Chamberlains Psychogramm Hitlers zeige, dass dieser in Hitler einen möglichen Vertreter des Bayreuther Gedankens sah. In Chamberlains Auslegung der Weltanschauung Richard Wagners habe Hitler als „deutscher Helferich“ erscheinen können, solange dieser sich von der allgemeinen Politik fernhalte. Damit werde Wagners antipolitische Grundeinstellung wieder aufgenommen. Zugleich habe Chamberlain sein Interpretationsschema, wonach große Persönlichkeiten den Verlauf der Geschichte bestimmten, auf Hitler angewandt. Sven Fritz findet Chamberlains Hartnäckigkeit und Instinkt bemerkenswert. Er habe die Chance genutzt, sich und seine Weltsicht in den politischen Prozess einzubringen. Er habe in Hitler seine Vision einer völkisch-nationalen Sammlungsbewegung personifiziert gesehen, „die auf das Ziel eines auf dem Primat der Rasse errichteten, ethnisch homogenen, ständisch eingerichteten, modern organisierten und diktatorisch regierten Staates hinarbeitete“. Das 25-Punkte-Programm der NSDAP habe dem entsprochen, was sich auch in den Schriften Chamberlains wie den Politischen Idealen finden ließ. Das Ergebnis des Kennenlernens sei der Versuch Chamberlains gewesen, sich der neuen Führungsgestalt einer völkischen Sammlungsbewegung nach persönlicher Inaugenscheinnahme als Denker anzubieten.

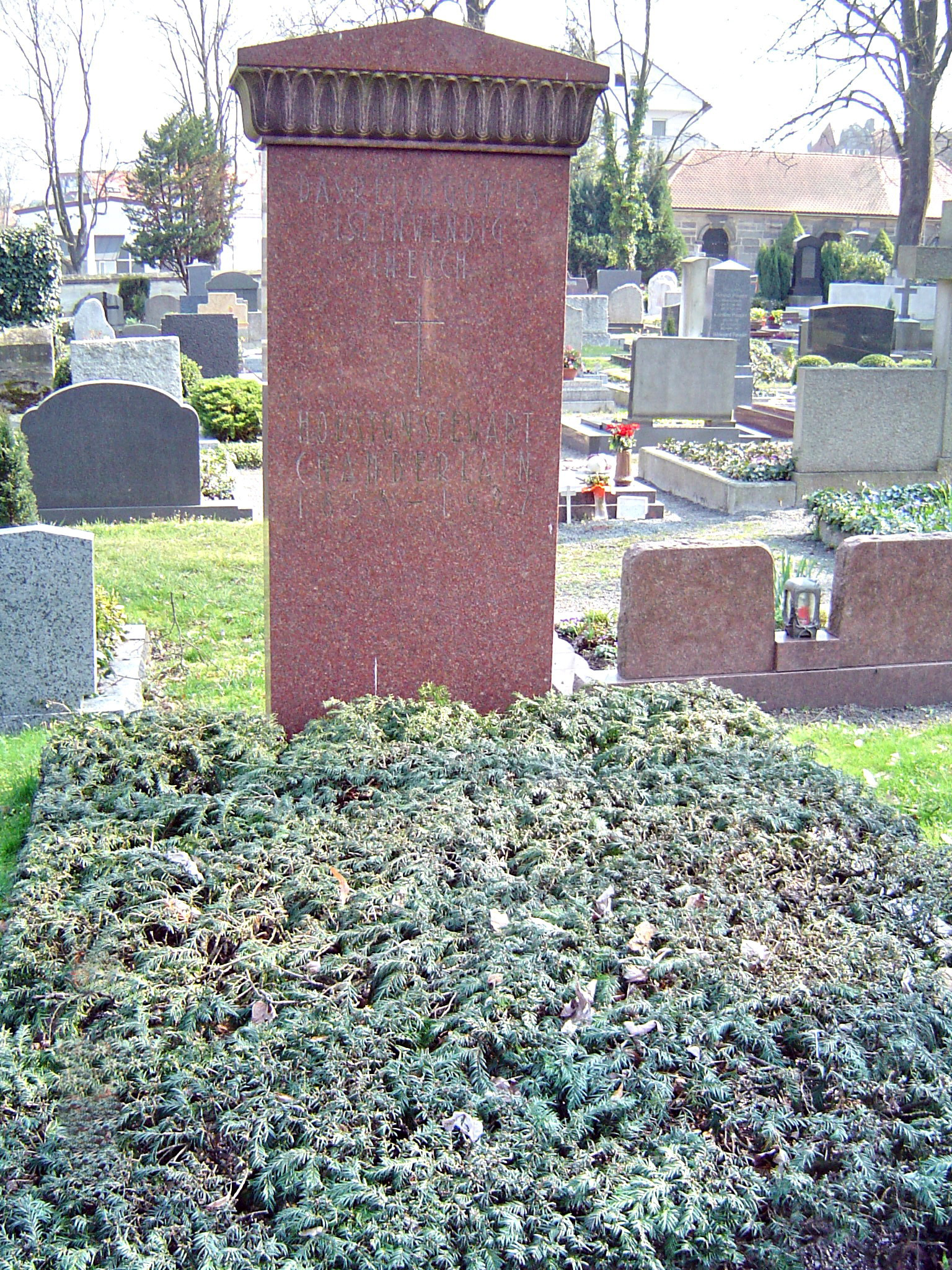
Grabstätte von Houston Stewart Chamberlain auf dem Stadtfriedhof Bayreuth

Am 9. November 1923, dem Tag des Hitler-Putsches, veröffentlichte Chamberlain einen Artikel mit dem Titel Gott will es – Betrachtung über den gegenwärtigen Zustand Deutschlands im NSDAP-Blatt Völkischer Beobachter, der sich als Eintreten für den Staatsstreich durch Hitler lesen lässt. Zum 26. Januar 1926 trat Chamberlain der NSDAP bei (Mitgliedsnummer 29.206). Chamberlain verstarb am 9. Januar 1927 im Alter von 71 Jahren. Am 12. Januar fand auf dem Coburger Stadtfriedhof eine Trauerfeier mit anschließender Einäscherung statt. Anwesend waren unter anderem Adolf Hitler, Wilhelm von Preußen und Ernst von Hohenlohe-Langenburg.
Zusammenfassend muss Chamberlain als einer der wichtigsten intellektuellen Wegbereiter des nationalsozialistischen Rassismus gesehen werden. David Clay Large resümiert in seinem Artikel über Richard Wagner und Chamberlain: „Chamberlain selbst hielt sein Verständnis der Rassenfrage für einen Fortschritt gegenüber den Äußerungen Wagners. An dieser Stelle bleibt festzuhalten, daß die Nationalsozialisten Chamberlains Ideen nicht noch verbessern mußten – es reichte, sie zu einem logischen Abschluß zu bringen und in die Wirklichkeit umzusetzen.“
Chamberlain war von 1922 bis zur posthumen Aberkennung 2013 Ehrenbürger der Stadt Bayreuth. Er hinterließ der Stadt eine große Erbschaft, sein Wohnhaus dient heute als Jean-Paul-Museum. Eine 1937 nach ihm benannte Straße wurde 1947 umbenannt, eine 1958 an einer anderen Stelle der Stadt geschaffene im Jahr 1989 ebenfalls. Das gemeinsame Grab mit seiner Frau Eva geb. von Bülow befindet sich auf dem Stadtfriedhof in Bayreuth.

## Veröffentlichungen (Auswahl)
- Das Drama Richard Wagners. Eine Anregung. Breitkopf & Härtel, Wien 1892.
- Richard Wagner. Illustrationen Alexander Frenz. F. Bruckmann, München 1895.
- Die Grundlagen des neunzehnten Jahrhunderts. Bruckmann, 1899. (Band 1 als Digitalisat und Volltext im Deutschen Textarchiv; Band 2 als Digitalisat und Volltext im Deutschen Textarchiv).
- Arische Weltanschauung (= Cornelius Gurlitt [Hrsg.]: Die Kultur. Band 1). Bard, Marquardt & Co., Berlin 1905, urn:nbn:de:bsz:14-db-id19219780589.
- Heinrich von Stein und seine Weltanschauung. Georg Heinrich Meyer, Leipzig 1903 (mit Friedrich Poske).
- Immanuel Kant. Die Persönlichkeit als Einführung in das Werk. Bruckmann, 1905.
- Goethe. Bruckmann, 1912.
- Kriegsaufsätze. Bruckmann, 1915 (Enthält die sechs Aufsätze: „Deutsche Friedensliebe“, „Deutsche Freiheit“, „Deutsche Sprache“, „Deutschland als führender Weltstaat“, „England“, „Deutschland“).
- Lebenswege meines Denkens. Bruckmann, 1919.
- Paul Pretzsch (Hrsg.): Cosima Wagner und Houston Stewart Chamberlain im Briefwechsel 1888–1908. Reclam, Leipzig 1934.
- Rasse und Persönlichkeit. F. Bruckmann A.-G, München 1925.